# ポカホンタス郡 (ウェストバージニア州)

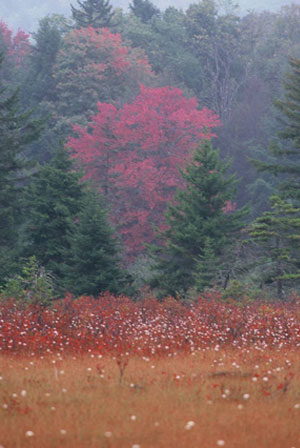
クランベリー・グレイズ

ポカホンタス郡（英: Pocahontas County）は、アメリカ合衆国ウェストバージニア州の中央部東に位置する郡である。2010年国勢調査での人口は8,719人であり、2000年の9,131人から4.5%減少した。郡庁所在地はマーリントン町（人口1,054人）であり、同郡で人口最大の町でもある。ポカホンタス郡は1821年に設立され、郡名はバージニア州にいたインディアンの娘ポカホンタスに因んで名付けられた。郡内のグリーンバンクにはグリーンバンク望遠鏡があり、アメリカ合衆国国定電波静穏帯に入っている。

## 歴史
1751年、バージニア州の開拓者、軍人、測量士だったアンドリュー・ルイスが、グリーンブライア会社に払い下げられた土地の測量に入ったとき、現在マーリントンがある場所に住んでいたジェイコブ・マーリンとスティーブン・スウェルを見つけた。この二人は1749年にメリーランドのフレデリックから入ってきており、アリゲイニー山地より西では最初の開拓者と見なされている。彼等はマーリンランとナップズ・クリークが合流する場所に最初の丸太小屋を建てたが、ルイスはスウェルが小屋近くの大きなプラタナスの木に空いた穴に住んでいるのを見つけた。その場所は現在のマーリントン町8番アベニューと9番アベニューの間、かつ8番通りと9番通りの間である。
開拓者が西に進むことは、インディアンの好む狩猟場に入ることだったので歓迎されなかった。1758年に結ばれた条約ではアリゲイニー山地より西をインディアンの土地とし、イギリス臣民の入植や狩猟を禁じた。
白人開拓者がインディアンの土地に侵入するに連れて、多くの襲撃を受けたことが報告された。アメリカ独立戦争の後、インディアンの抵抗が沈静化し、開拓者の土地権利主張が秩序だって進められた。
1863年6月、ウェストバージニア州はアメリカ合衆国35番目の州になった。元はバージニア州に属したが、その東部と西部は文化的に異なっており、開発指向の人々は西部に入植し、東部では奴隷を所有する貴族的社会が発展していた。バージニア州が1861年にアメリカ合衆国から脱退すると、奴隷を所有する者が少なかった西部の住人は、アメリカ合衆国に留まることを決めた。ウェストバージニアにとって、この過程が真の内乱だったと言える。
ポカホンタス郡に鉄道が入ってくるのは遅れた。山を越える鉄道の建設は労力だけでなく費用が掛かった。1899年になって鉄道建設が始まると加速度的に進行した。1900年国勢調査では、多くのヨーロッパ人が鉄道建設のためにこの地域に来ていたことを示している。
鉄道が完成すると直ぐに商業製材が始まり、カスにはウェストバージニア・パルプ&ペーパー会社（現在のミードウェストベイコ）が所有する大型製材所ができた。1920年の末までに、チェサピーク・アンド・オハイオ鉄道の沿線には、数多い小さな鉄道町ができていた。

## 地理
アメリカ合衆国国勢調査局に拠れば、郡域全面積は942平方マイル (2,439 km2)であり、このうち陸地940平方マイル (2,435 km2)、水域は2平方マイル (4 km2)で水域率は0.17%である。
郡内最高地点は北西部にあるチート山のソーニーフラットと見なされている。推計標高は4,848フィート (1,478 m) であり、州内では2番目に高い。

### 川の誕生地
郡内には8つの川の水源がある。すなわちチェリー川、クランベリー川、エルク川、ゴーリー川、グリーンブライア川、タイガートバレー川、ウィリアムズ川、チート川のシェイバーズフォークである。モノンガヘラ国立の森でこれら水源の多くが保護されており、下流の水質が保たれている。

### 主要高規格道路
| - アメリカ国道219号線 - アメリカ国道250号線 - ウェストバージニア州道28号線 - ウェストバージニア州道39号線 | - ウェストバージニア州道55号線 - ウェストバージニア州道66号線 - ウェストバージニア州道84号線 - ウェストバージニア州道92号線 |

### 隣接する郡
- ランドルフ郡 - 北
- ペンドルトン郡 - 北東
- ハイランド郡 (バージニア州) - 東
- バス郡 (バージニア州) - 南東
- グリーンブライア郡 - 南西
- ウェブスター郡 - 北西

### 国立保護地域
- モノンガヘラ国立の森（部分）

### 国定自然のランドマーク
- クランベリーグレイズ植物地域
- ゴーディニア景観地域
- スウェイゴ・カルスト地域

### 国定文学のランドマーク
- パール・S・バック生誕地[6]

## 人口動態
以下は2000年国勢調査による人口統計データである。
| 基礎データ - 人口: 9,131人 - 世帯数: 3,970 世帯 - 家族数: 3,227 家族 - 人口密度: 4人/km2（10人/mi2） - 住居数: 7,594軒 - 住居密度: 3軒/km2（8軒/mi2） 人種別人口構成 - 白人: 98.38% - アフリカン・アメリカン: 0.78% - ネイティブ・アメリカン: 0.07% - アジア人: 0.14% - その他の人種: 0.05% - 混血: 0.58% - ヒスパニック・ラテン系: 0.43% 年齢別人口構成 - 18歳未満: 20.9% - 18-24歳: 7.0% - 25-44歳: 27.5% - 45-64歳: 27.4% - 65歳以上: 17.3% - 年齢の中央値: 42歳 - 性比（女性100人あたり男性の人口） - 総人口: 106.2 - 18歳以上: 103.6 | 世帯と家族（対世帯数） - 18歳未満の子供がいる: 25.8% - 結婚・同居している夫婦: 53.9% - 未婚・離婚・死別女性が世帯主: 7.9% - 非家族世帯: 34.1% - 単身世帯: 29.6% - 65歳以上の老人1人暮らし: 14.4% - 平均構成人数 - 世帯: 2.30人 - 家族: 2.83人 収入と家計 - 収入の中央値 - 世帯: 26,401米ドル - 家族: 32,511米ドル - 性別 - 男性: 26,173米ドル - 女性: 16,780米ドル - 人口1人あたり収入: 14,384米ドル - 貧困線以下 - 対人口: 17.1% - 対家族数: 12.7% - 18歳未満: 20.2% - 65歳以上: 14.6% |

## 都市と町

### 町
- ダービン町（英語版）
- ヒルズボロ町（英語版）
- マーリントン町（英語版）（郡庁所在地）

### 国勢調査指定地域
- アーボベール（英語版）
- バートウ（英語版）
- カス（英語版）
- フランク（英語版）
- グリーンバンク
- ハンターズビル（英語版）

### 未編入の町
- バッキー（英語版）
- クローバーリック（英語版）
- ドループ（英語版）
- ダンモア（英語版）
- エドレー（英語版）
- フロスト（英語版）
- ナップ（英語版）
- ミルポイント（英語版）
- ミネハハスプリングス（英語版）
- シーバート（英語版）
- スラティフォーク（英語版）
- スノーシュー（英語版）
- ストーニーボトム（英語版）

## 観光
2008年時点、郡内で土地を所有する郡外の人々が約3万人いる。観光が郡最大級の経済要素であり続けている。主たる観光地はスノーシュー山であり、毎年夏と冬に多くの観光客が訪れている。

## 著名な出身者
- パール・S・バック、作家、郡内のヒルズボロ生まれ、その家はパール・S・バック生誕地として保護されている。